# Leslie Hurry
Leslie George Hurry (Londra, 10 febbraio 1909 – 20 novembre 1978) è stato un pittore, scenografo e costumista britannico.

## Biografia
Leslie Hurry nacque a Londra nel 1909 e si formò alla Haberdashers' Boys' School e alla Royal Academy School. Dopo una decina d'anni come pittore, nel 1942 fece il suo esordio come scenografo con il Sadler's Wells Ballet, su richiesta di Robert Helpmann, che rimase colpito da una sua mostra e lo volle come scenografo del suo Amleto.
Nei trentacinque anni successivi ha lavorato regolarmente alla Royal Opera House come scenografo di balletti e opere liriche, tra cui Il lago dei cigni (1943), Turandot (1947), l'intera tetralogia de L'anello del Nibelungo (1954) e Tristano e Isotta (1958).
Nel corso della sua carriera lavorò come scenografo con alcune delle maggiori compagnie, festival e teatri del Regno Unito, tra cui la Royal Shakespeare Company, il Festival di Glyndebourne, l'Old Vic e il Teatro del West End. Lavorò sporadicamente anche a Broadway tra la seconda metà degli anni cinquanta e i primi anni sessanta come scenografo di Tamerlano il Grande (1956), Riccardo II (1956) e Santa Giovanna (1962).